# 刺激物
刺激物（しげきぶつ）は、おもに医師や医療関係者が用いる語句で、辛味・渋み・えぐみや香り（臭気）の強い飲食物や嗜好品を指す。かつては酒類・たばこ、さらにアヘンや大麻などの依存性の強い薬物も含まれていた。
退院の際などに医師から「はげしい運動や刺激物は、しばらくひかえてください」などといわれることはよくあるが、現在は「刺激物」ということばに定義はないそうで、また、広辞苑などの国語辞典にも掲載されていないことが多い。
また、スパイスや香辛料などが実際に病気の回復にとって有害であるというデータもなく、日本の禅宗の文化の、「香味の強いものは良くない」というのをそのまま引きずっているという説もある。

## 刺激物とされるもの

### 香辛料
- ニンニク
- 唐辛子
- 胡椒
- ショウガ
- 山椒

### 料理
- カレー
- キムチ
- 麻婆豆腐

### 飲料
- コーヒー
- 緑茶（特に玉露や煎茶）
- 紅茶